# Ballingschap van Victor Hugo

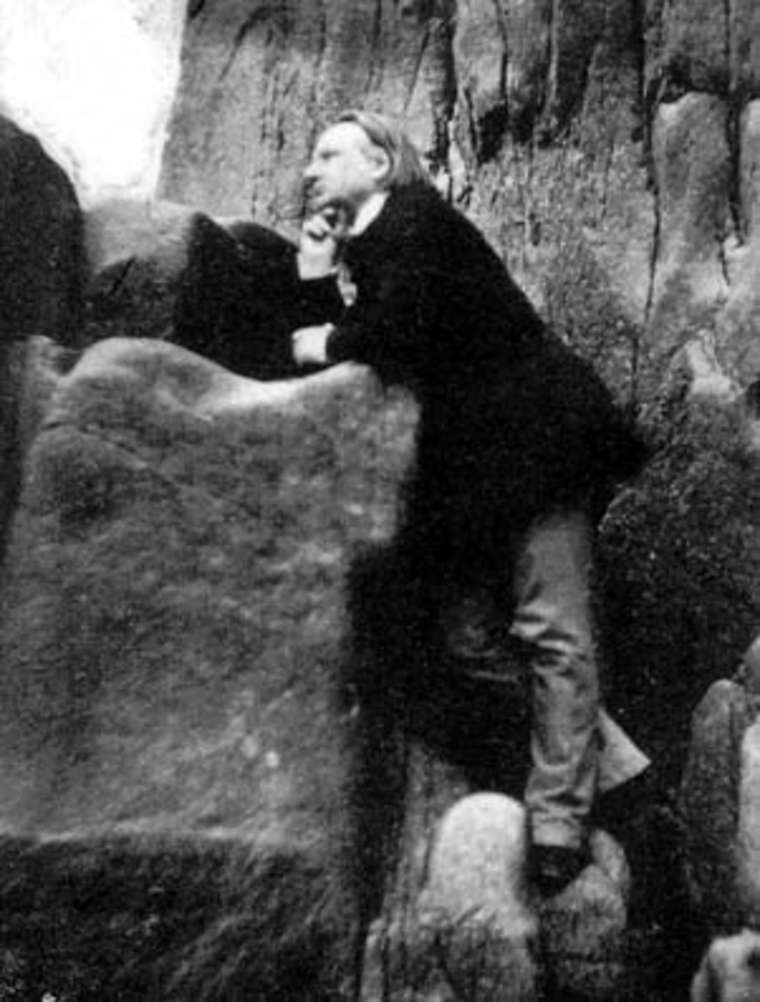
Victor Hugo tijdens zijn ballingschap op Jersey rond 1855.

Het ballingschap van Victor Hugo volgde na de staatsgreep in Frankrijk van 2 december 1851 door president Lodewijk Napoleon Bonaparte, de latere keizer Napoleon III en diens verbanningsdecreet van 9 januari 1852. Hugo zou tijdens zijn verbanning verblijven in België en op de Kanaaleilanden Jersey en Guernsey. In deze periode schreef hij zijn meesterwerken Les Châtiments en Les Misérables.

## Vertrek uit Frankrijk
Nadat Victor Hugo op 2 december 1851 rond 8 uur het nieuws vernam van de staatsgreep door president Lodewijk Napoleon Bonaparte, belegde hij een ontmoeting met enkele linkse volksvertegenwoordigers in de Rue Blanche in Parijs, alwaar hij deelnam aan een verzetsvergadering. De volgende dag bevond Hugo zich in de Faubourg Saint-Antoine op het moment dat volksvertegenwoordiger Alphonse Baudin daar op een barricade werd vermoord. Wanneer bleek dat verzetslieden werden gefusilleerd, zag Hugo zich genoodzaakt onder te duiken. Dankzij zijn levensgezellin Juliette Drouet vond hij een onderduikadres. Op 7 december 1851 verkreeg hij vervolgens een vals paspoort onder de naam 'Lanvin', een arbeider. Hugo genoot op dat moment reeds ruime bekendheid in Frankrijk.

## België
Op 11 december 1851 vertrok Hugo alleen, onder de valse identiteit van Lenvain, met de trein naar België. De dag daarop, op 12 december 1851, arriveerde hij in Brussel. Juliette Drouet reisde hem achterna en arriveerde er een dag later. Ze vestigden zich op 5 januari 1852 in De Windmolen in het Huis van de Hertogen van Brabant op de Brusselse Grote Markt.
Op 9 januari 1852 ondertekende president Lodewijk Napoleon Bonaparte een decreet dat onder ander Victor Hugo officieel verbande van het Franse grondgebied.
Op 1 februari 1852 verhuisde Hugo naar De Duif, een andere woning op de Grote Markt, boven de tabakswinkel van mevrouw Cébère, die de 'moeder van de vogelvrijen' wordt genoemd.
In Brussel schreef Hugo het pamflet Napoléon le Petit, een aanklacht tegen de Franse president die hem had verbannen. Toen dit werk af was, trok hij naar Antwerpen, waar hij op 1 augustus 1852 per schip vertrok naar Londen, samen met Juliette en met zijn zoon Charles. Vlak voor zijn vertrek hield Hugo nog een toespraak tegenover andere bannelingen. Onder hen bevond zich Alexandre Dumas.

## Jersey
In Londen reisde Hugo met zijn gezelschap verder naar Jersey een van de Kanaaleilanden voor de Franse kust. Aanvankelijk vestigde hij zich in Saint Helier. Daar werd Victor Hugo opnieuw herenigd met zijn echtgenote Adèle Foucher en zijn andere kinderen. Ook op Jersey leefden heel wat Fransen in ballingschap. Hugo vestigde zich later met zijn gezin in Saint Clement. Juliette Drouet logeerde ondertussen elders op het eiland.
In april 1855 schreef Hugo zijn "Lettre à Louis Bonaparte", waarin hij zich fel afzette tegen het bezoek van keizer Napoleon III aan Londen. Op 10 oktober 1855 publiceerde Félix Pyat, een republikeinse banneling in L'Homme een open brief waarin hij zich verzette tegen een gepland staatsbezoek van koningin Victoria van het Verenigd Koninkrijk. Deze publicatie lokte op het eiland forse reacties uit, waarop de Britse regering drie bannelingen uitwees. Hugo ondertekende later een solidariteitsverklaring omtrent deze uitgewezenen, waarop ook hij werd uitgewezen. Op 31 oktober 1855 vertrok Victor Hugo met zijn zoon François-Victor Hugo en met Juliette Drouet.

## Guernsey

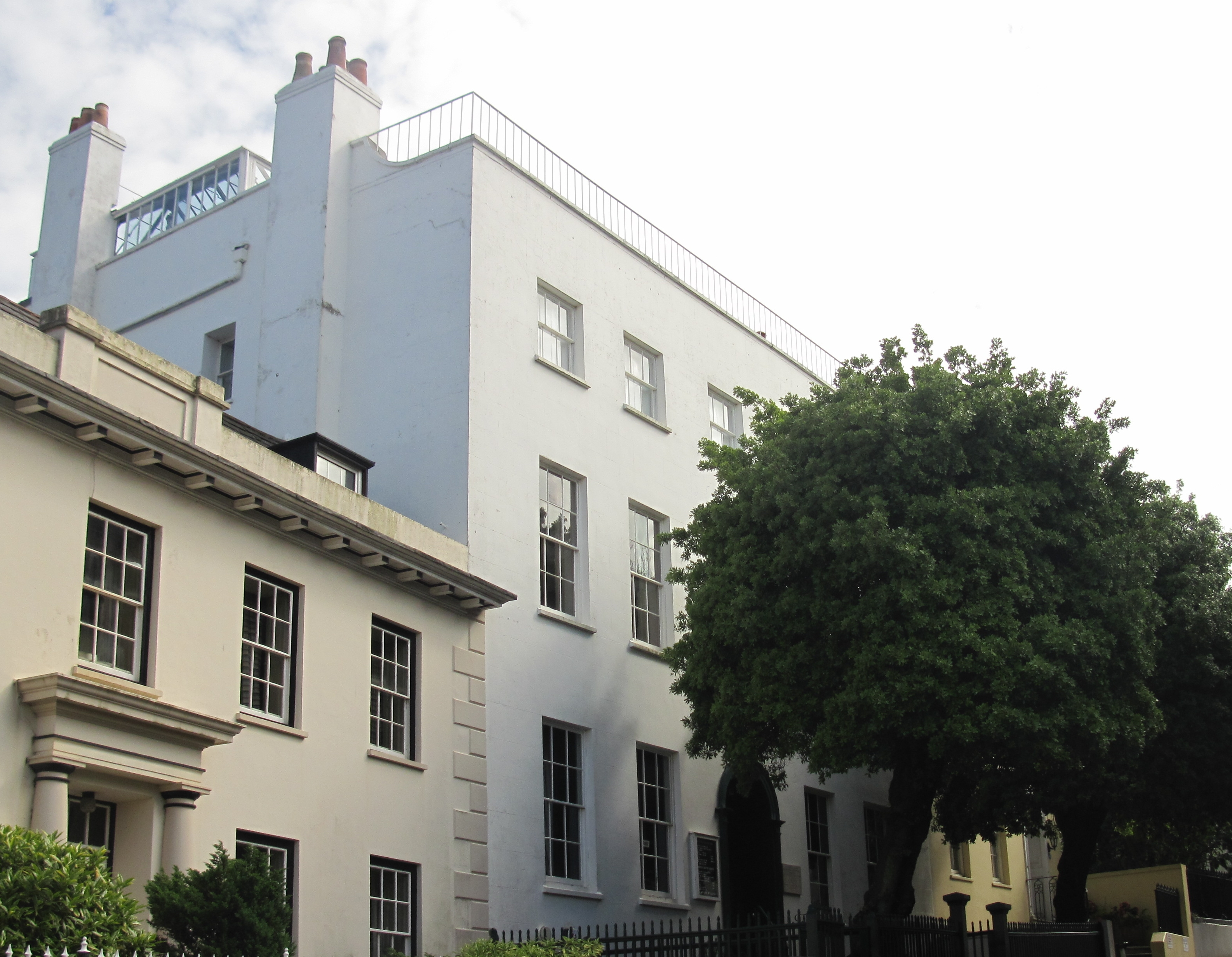
Hauteville House, de residentie van Hugo op Guernsey gedurende 15 jaar.

Op 31 oktober 1855 arriveerde zij reeds in Saint Peter Port op Guernsey, waar zij hartelijk werden ontvangen. Later volgden ook de overige leden van zijn gezin die op Jersey waren gebleven. Het gezin vestigde zich in Hauteville House.
Met de opbrengst de verkoop van Hugo's werk Contemplations kan hij immers integraal een woning verwerven. Hugo schreef hierover: "La maison de Guernesey sort toute entière des Contemplations. Depuis la première poutre jusqu'à la dernière tuile, Les Contemplations paieront tout. Ce livre m'a donné un toit." Voor de eerste keer in zijn leven werd hij eigenaar van een woning. Bovendien bood dit hem ook op een andere manier zekerheid: mensen die eigenaar waren van een woning op het eiland konden wettelijk niet worden uitgewezen.
Hoewel keizer Napoleon III op 16 augustus 1859 algemene amnestie verleende aan politieke bannelingen en opposanten, zette dit Hugo er niet toe aan om terug te keren naar Frankrijk. Hij schreef hierover: "Fidèle à l'engagement que j'ai pris vis à vis de ma conscience, je partagerai jusqu'au bout l'exil de la liberté. Quand la liberté rentrera, je rentrerai.".
Tussen 1862 en 1865 keerden Victor Hugo en Juliette Drouet jaarlijks terug naar België. Op 29 en 30 augustus 1862, op 21 en 22 augustus 1863 en op 22 en 23 augustus 1864 bezochten zij bijvoorbeeld Florenville, een stadje in de Belgische Ardennen, gelegen aan de Franse grens. Verder bezochten zij ook het Groothertogdom Luxemburg en de oevers van de Rijn. Het gezin bezocht ook jaarlijks Brussel, waar in maart 1867 Victor Hugo's kleinzoon Georges er geboren, zoon van Charles. Dit kleinkind overleed echter al na één jaar. In augustus 1868 werd eveneens in Brussel een tweede kleinkind geboren, dat eveneens Georges werd genoemd. Enkele dagen later, op 27 augustus, overleed Hugo's echtgenote Adèle Foucher in de Belgische hoofdstad. Zij werd begraven in Villequier in Normandië. Victor Hugo kon de lijkkist van zijn echtgenote maar begeleiden tot aan de Frans-Belgische grens.

## Terugkeer naar Frankrijk
Op 19 juli 1870 brak de Frans-Duitse Oorlog uit. Met een spoedige terugkeer naar Frankrijk in het achterhoofd bereidde Hugo prompt zijn terugkeer voor. Enkele dagen later verliet hij Guernsey op 15 augustus 1870, om twee dagen later opnieuw in Brussel aan te komen. Na de Franse nederlaag in de Slag bij Sedan en de overgave van keizer Napoleon III begin september 1870 volgde op 4 september de afkondiging van de Derde Franse Republiek. De dag daarop keerde Victor Hugo terug naar Frankrijk, na een verbanning van bijna 19 jaar.
Kort na het einde van zijn Franse ballingschap werd Hugo verbannen uit België, waar hij nog regelmatig verbleef in zijn huurwoning op het Brusselse Barricadenplein. Het uitwijzingsbevel van 30 mei 1871 verbood hem ooit terug te komen ("quitter immédiatement le royaume, avec défense d'y rentrer à l'avenir"), wat hij dan ook niet deed.
Onder de Derde Franse Republiek werd Hugo volksvertegenwoordiger in de Assemblée nationale. Op 31 maart 1871 hield hij in een toespraak in het parlement over de Verenigde Staten van Europa er verwees daarbij naar zijn tegenstellingen met de ondertussen afgezette keizer Napoleon III.
Plus de frontières! Le Rhin à tous! Soyons la même république, soyons les États-Unis d’Europe, soyons la fédération continentale, soyons la liberté européenne, soyons la paix universelle! Et maintenant serrons-nous la main, car nous nous sommes rendu service l’une à l’autre; tu m’as délivrée de mon empereur, et je te délivre du tien.